# ¡Qué pasa, NENG! (videojuego)
¡Qué pasa, NENG! es un videojuego desarrollado por la empresa británica Mere Mortals y distribuido por Atari Ibérica y la empresa holandesa Phoenix Games, lanzado al mercado el 11 de diciembre de 2006 (únicamente en España) para la consola PlayStation 2. 
Este videojuego está basado en uno de los personajes creados por el comediante español Edu Soto, el Neng de Castefa, por medio del cual parodia a la tribu urbana de los bakalas y los canis.
¡Qué pasa, NENG! tuvo una acogida predominantemente negativa en los medios especializados tales como el portal de videojuegos español MeriStation, quien le otorgó una nota de 2 sobre 10.

## Historia
¡Qué Pasa Neng! no cuenta con un argumento. El modo principal de juego consta de cinco minijuegos en los cuales deberemos superar tres veces la misma prueba para poder obtener un porcentaje mayor al indicado, y así poder avanzar al siguiente minijuego.

## Minijuegos
- El embalaje
- Ambulancia
- Spot Konstitu
- La guardia
- La fortuna rueda